# Ендуро

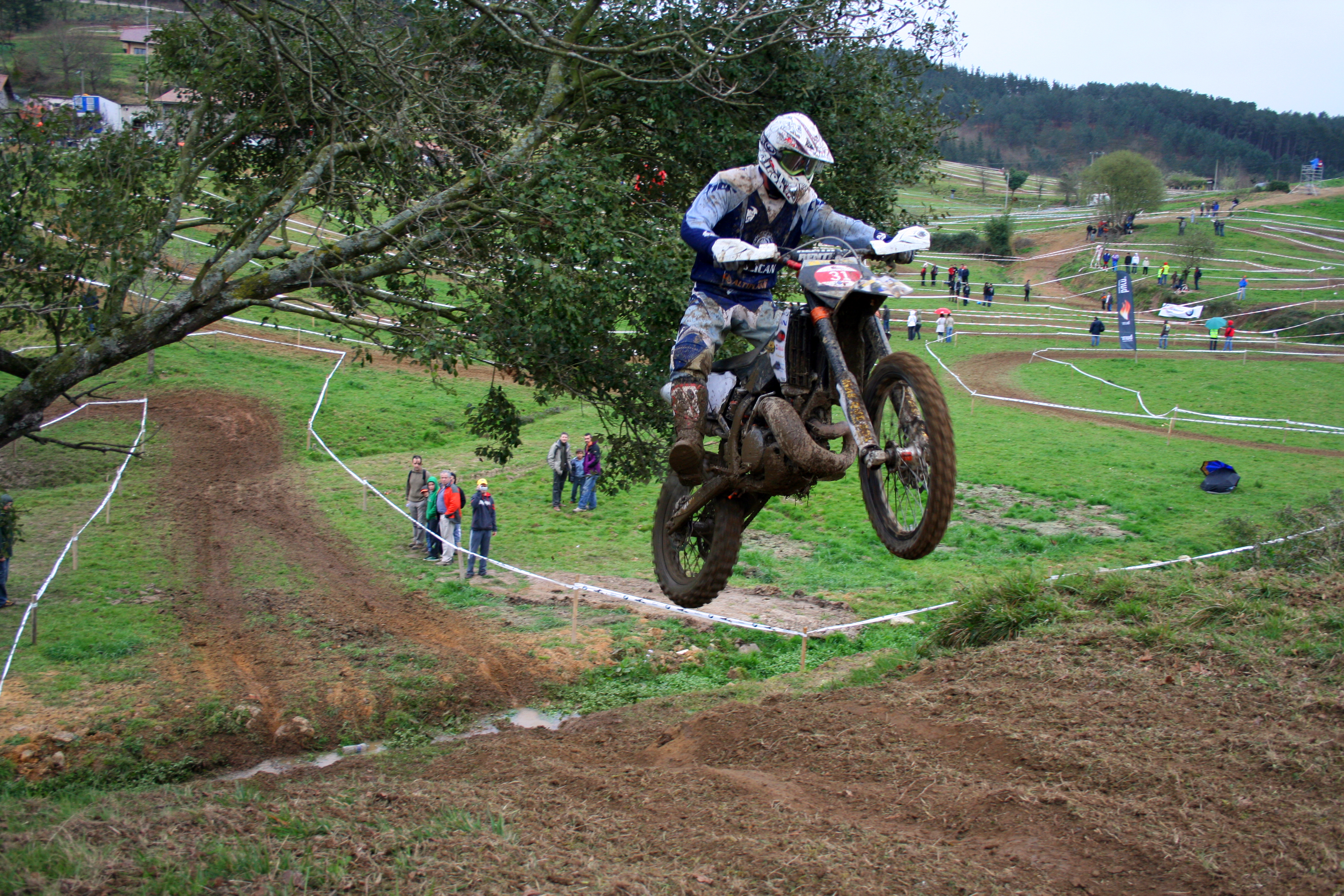
Ендуро

Ендуро (лат. indurare — винести, витримати, витерпіти) — дисципліна мотоспорту і велоспорту, змагання в якій проходять на дорогах з різним покриттям і по пересіченій місцевості з дотриманням заданого графіку руху на великі відстані протягом декількох днів.
Для даної дисципліни використовують відповідну спортивну мотоциклетну (велосипедну) техніку. Крім змагання на регулярність руху в ендуро включено виконання в найкоротший час умов додаткових змагань.
Змагання проходять по замкнутому колі на досить складній місцевості з використанням доріг загального користування.